# 726
| 726                |
| ------------------ |
| Dødsfald - Fødsler |
|                    |

| Gregoriansk kalender | 726 DCCXXVI             |
| Ab urbe condita      | 1479                    |
| Armensk kalender     | 175 ԹՎ ՃՀԵ              |
| Kinesiske kalender   | 3422 – 3423 乙丑 – 丙寅 |
| Etiopisk kalender    | 718 – 719               |
| Jødisk kalender      | 4486 – 4487             |
| Hindukalendere       |                         |
| - Vikram Samvat      | 781 – 782               |
| - Shaka Samvat       | 648 – 649               |
| - Kali Yuga          | 3827 – 3828             |
| Iransk kalender      | 104 – 105               |
| Islamisk kalender    | 107 – 108               |

## Begivenheder
- Kanhavekanalen er dateret til dette år

Der graves en kanal næsten igennem Samsø. Der kæmpes hårdt om øen og kanalen ødelægges. Det er nok ved den lejlighed at Angantyr dør. Da sagnene fortæller at han og hans brødre dør på Samsø.

## Dødsfald
- Angantyr og hans brødre dør i kamp på Samsø